# Sergio Jadue

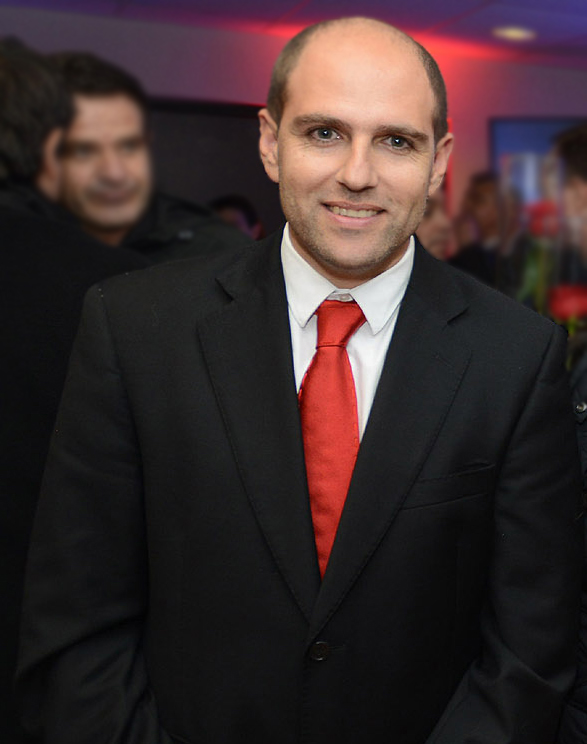
Sergio Jadue (2013)

Sergio Elías Jadue (* 26. April 1979 in La Calera, Chile) ist der ehemalige Präsident des Nationalen Verbandes des Profifußballs von Chile und der zweite Vizepräsident des Conmebol. Er bekannte sich im Korruptionsfall der FIFA 2015 schuldig. Im Mai 2016 wurde Jadue von der FIFA-Ethikkommission auf Lebenszeit gesperrt.

## Biografie
Jadue wurde 1979 als Sergio Cortés Jadue in der Gemeinde La Calera geboren. Er besuchte das Rafael Ariztía Institut in Quillota und danach das Colegio Paideia. Nach Abschluss der Schulzeit studierte er an drei privaten Universitäten, allerdings ohne akademischen Abschluss.
2007 übernahm er das Amt des Präsidenten der Unión La Calera Corporation und ersetzte einige Monate später Daniel Cortez im Vorstand des Clubs. Im Juni 2009 wurde er nach dem Rücktritt von Jorge Fuenzalida zum Präsidenten des Verwaltungsrates der Unión La Calera FC ernannt. In seiner Amtszeit stieg Unión La Calera nach 26 Jahren in den Campeonato Nacional, Chiles oberster Fußball-Liga, auf.
Am 7. Januar 2011 wurde Sergio Jadue zum Präsidenten der ANFP gewählt und setzte sich gegen die von Ernesto Corona angeführte Liste mit 27 gegen 21 Stimmen durch, wobei die Vereine des Campeonato Nacional breite Unterstützung fanden. Die neue Richtlinie unter der Leitung von Jadue wurde am 14. Januar angenommen.. Marcelo Bielsa, Trainer der chilenischen Fußballnationalmannschaft, reichte im Februar desselben Jahres seinen Rücktritt aufgrund von Differenzen mit Jadue ein und wurde durch Claudio Borghi ersetzt.
Während seiner Amtszeit wählte die FIFA Chile für die Ausrichtung der FIFA U-17-Weltmeisterschaft 2015 aus.
Am 14. November 2012 entließ ANFP Borghi und engagierte Jorge Sampaoli, damals Trainer des Club Universidad de Chile. Mit Sampaoli als Trainer qualifizierte sich die chilenische Mannschaft für die FIFA-Weltmeisterschaft 2014 und gewann 2015 ihre erste Copa América.
Ende 2014 wurde er für das Amt des Präsidenten der ANFP designiert, die im Januar 2015 begann. Am 24. Oktober 2014 wurde er zum Präsidenten der Wettbewerbe von CONMEBOL ernannt. Im November 2015 trat er von der Präsidentschaft der ANFP zurück, weil er in den Korruptionsskandal der FIFA 2015 verwickelt war. Jaime Baeza wurde Interimspräsident. Dann reiste Jadue in die Vereinigten Staaten, wo er vor Gericht in Sachen Korruptions im Weltfußball aussagen wollte.

## Film
Sergio Jadues Karriere und seine Rolle im FIFA-Korruptionsfall 2015 sind Gegenstand der Prime Video-Originalserie El Presidente, ein Sportdrama, das im Juni 2020 uraufgeführt wurde. Der kolumbianische Schauspieler Andrés Parra spielt Jadue in der Serie.